# Choi Hyun-mi
Choi Hyun-Mi (tiếng Hàn: 최현미; sinh ngày 7 tháng 11 năm 1990) là một nữ võ sĩ chuyên nghiệp người Hàn Quốc. Cô là nhà vô địch thế giới hai hạng cân, từng giữ đai WBA hạng siêu gà nữ từ năm 2014 và trước đó là danh hiệu hạng lông WBA nữ từ năm 2008 đến năm 2013. Tính đến tháng 9 năm 2020, cô được xếp hạng là nữ siêu hạng lông hoạt động tích cực thứ ba trên thế giới theo The Ring và thứ 9 bởi BoxRec.
Ở tuổi 18, Choi được yêu cầu chuẩn bị thi đấu tại Thế vận hội 2008 với tư cách là thành viên của đội tuyển CHDCND Triều Tiên; cuối cùng Ủy ban Olympic Quốc tế đã quyết định không đưa quyền anh nữ vào thi đấu. Năm 2004, cha của cô, một doanh nhân thành đạt ở Triều Tiên, đã bỏ trốn khỏi đất nước, đưa gia đình của ông theo, người đầu tiên đi qua Trung Quốc, sau đó được đưa lậu qua Việt Nam trước khi định cư ở Hàn Quốc, nơi những người quảng cáo của Choi đã quảng cáo cô là "Nữ võ sĩ đào tẩu".